# Eremaeozetes irenae
Eremaeozetes irenae ist eine Hornmilbe aus der Familie der Eremaeozetidae, die sich von abgestorbenem Pflanzenmaterial ernährt. Sie wurde von Heinrich Schatz im Rahmen ausgedehnter Sammelexpeditionen in den Jahren 1982–1988 auf die Galápagos-Inseln zusammen mit Eremaeozetes darwini gefunden und beschrieben. Diese beiden Arten stellen die ersten Nachweise der Gattung Eremaeozetes auf den Galápagos-Inseln dar.
Die Gattung Eremaeozetes wurde im  Jahr 1913 von Antonio Berlese aufgestellt und umfasst derzeit 31 bekannte Arten. Diese kommen in verschiedenen tropischen und subtropischen Regionen der Erde vor und sind aus der orientalischen, äthiopischen, neotropischen Region und Ozeanien bekannt.

## Morphologie
Im Adultstadium unterscheidet sich Eremaeozetes irenae von anderen Arten der Gattung durch folgende Merkmalskombinationen: das  Cerotegument bildet klar abgegrenzte, schirmartige Strukturen mit runzligem Muster um die Notogastralsetae und um die notogastralen Lyrifissuren, Interlamellar-Apophysis vorhanden, Notogaster mit Rückenstrukturen, alle Notogastral- und Ventralsetae sind setiform. 
Die bekannte Verbreitung der Art ist auf die Galápagos-Inseln beschränkt. Morphologisch ähnelt Eremaeozetes irenae der Art Eremaeozetes lineatus Mahunka, 1985, von welcher sie sich vor allem durch die verschiedene Ausprägung der Lamellen, der Position des Lenticulus, und den größeren Körperbau unterscheidet. Die Jungstadien von Eremaeozetes irenae wurden ebenfalls untersucht und gehören zum plicaten (gefältelten) Typ.
Adulte Individuen sind fast durchgehend mit einem braunen bis dunkelbraunen runzeligen Cerotegument bedeckt. Für eine genauere Analyse der Oberflächenstruktur wird das Cerotegument entfernt, indem man die Milbe für 24 h in eine zehnprozentige KOH-Lösung legt. Nach der Entfernung des Ceroteguments erscheint die notogastrale und ventrale Oberfläche hellbraun und netzartig. Die Beine sind einkrallig. Die Nymphenstadien gehören dem „Plissée“-Typ an.

## Verbreitung
Eremaeozetes irenae ist von vier Inseln des Galápagos-Archipels bekannt: Pinta, Pinzón, Santa Cruz sowie von Isabela am Vulkan Sierra Negra. Zwischen den einzelnen Populationen der verschiedenen Inseln wurden keine morphologischen Unterschiede beobachtet. Die Art kommt durchwegs in den niedrigen, ariden Zonen der Inseln vor.

## Fortpflanzung
Eremaeozetes irenae ist getrenntgeschlechtlich. Die Weibchen (470–510 × 255–280 µm) tragen meist 1–2 große Eier und sind größer als die Männchen (440–470 × 225–255 µm). Abgesehen von der Größe besteht kein auffälliger Sexualdimorphismus.

## Systematik
Eremaeozetes irenae gehört zu einer Gruppe von Arten mit longitudinalen Rippen auf dem Notogaster. Derartige Rippen sind von mehreren Eremaeozetes-Arten bekannt. Eremaeozetes irenae wurde mit der morphologisch ähnlichen Art Eremaeozetes lineatus verglichen. Beide Arten weisen eine ähnliche Struktur des Ceroteguments rund um die Notogaster-Borsten auf, besitzen jeweils eine interlamellare Apophysis sowie eine ähnliche Struktur der Rippen auf dem Notogaster. Hauptunterschiede zwischen beiden Arten sind die Cerotegumentbänder am lateralen Notogasterrand, die nur bei Eremaeozetes  irenae vorhanden sind. Ebenso sind die Cerotegument-Strukturen um die Notogasterborsten bei Eremaeozetes  irenae besser ausgeprägt. Unterschiede gibt es auch in der Form der Lamellar-Cuspides und -setae.

## Etymologie
Die Art wurde der Gattin des Beschreibers, der Biologin Irene Schatz, gewidmet.